# Magnus Eriksson (piłkarz)
Magnus Eriksson (ur. 8 kwietnia 1990 w Solnie) – szwedzki piłkarz, grający na pozycji pomocnika.

## Kariera klubowa
Eriksson profesjonalną karierę rozpoczął w klubie AIK Fotboll, w którym jednak nie udało mu się zagrać ani jednego meczu w lidze. W 2008 roku na trzy sezony trafił do drugoligowego klubu Väsby United. W 2011 przeniósł się do Åtvidabergs FF, z którym w pierwszym sezonie wywalczył awans do szwedzkiej ekstraklasy. W sierpniu 2012 roku wyjechał do Belgii, do KAA Gent, w którym jednak rzadko pojawiał się na boisku i po kilku miesiącach, zimą 2013 roku powrócił do Szwecji, zostając piłkarzem zespołu Malmö FF. W 2015 najpierw grał w Guizhou Renhe, a następnie został zawodnikiem Brøndby IF. W 2016 powrócił do Szwecji, do zespołu Djurgårdens IF, gdzie wraz z Karlem Holmbergiem został w sezonie 2017 królem strzelców ligi. Od 2018 piłkarz klubu MLS San Jose Earthquakes.

## Kariera reprezentacyjna
W reprezentacji Szwecji zadebiutował 17 stycznia 2014 roku w towarzyskim meczu przeciwko Mołdawii. Na boisku przebywał do 71 minuty.
| Mecze i gole w reprezentacji | Mecze i gole w reprezentacji | Mecze i gole w reprezentacji | Mecze i gole w reprezentacji | Mecze i gole w reprezentacji | Mecze i gole w reprezentacji | Mecze i gole w reprezentacji |
| #                            | Data                         | Stadion                      | Rywal                        | Wynik                        | Gol                          | Rozgrywki                    |
| 2014                         | 2014                         | 2014                         | 2014                         | 2014                         | 2014                         | 2014                         |
| ---------------------------- | ---------------------------- | ---------------------------- | ---------------------------- | ---------------------------- | ---------------------------- | ---------------------------- |
| 1.                           | 17.01.2014                   | Abu Zabi, ZEA                | Mołdawia                     | 2:1                          | 0                            | towarzyski                   |

## Sukcesy

### Malmö FF
- Mistrzostwo Szwecji: 2013

### Djurgårdens IF
- Król strzelców Allsvenskan: 2017